# 松林大樹
松林 大樹（まつばやし だいき、1978年4月30日 - ）は、日本の男性声優。2010年11月まで81プロデュースに所属していた。鹿児島県出身。身長165cm。

## 出演作品

### テレビアニメ
2000年
- グラビテーション（男D）

2001年
- ゾイド新世紀スラッシュゼロ（パイロット）

2002年
- だぁ!だぁ!だぁ!（警察官）
- ロックマンエグゼ（ブレイクマン、ナビ1）

2003年
- おねがい☆ツインズ（男子生徒）
- 住めば都のコスモス荘 すっとこ大戦ドッコイダー
- D.C. 〜ダ・カーポ〜（ジャングルレンジャー1号）

2004年
- 爆裂天使（男2）
- 双恋（南浦）
- MADLAX（ガルザ兵）

2005年
- フォスターズ・ホーム
- MAJOR 1st season（塁審）
- MÄR -メルヘヴン-（アヴルートゥ、ジム、ロンド、ポーン兵、盗賊他）
- わがまま☆フェアリー ミルモでポン! ちゃあみんぐ（松竹防衛隊員）

2006年
- かりん（ヤンキーB）
- Gift 〜ギフト〜 eternal rainbow（お肉屋さん）
- きらりん☆レボリューション（CD店の店長）
- 銀魂（志士）
- シルクロード少年 ユート（盗賊団首領）
- スーパーロボット大戦OG -ディバイン・ウォーズ-（オペレーター、操舵手）
- ぜんまいざむらい（十万屋十兵衛、黒子、男性客、板前、大工B、店主、教師B、町人）
- 009-1（監視スタッフ）
- TOKKO 特公（荒羅木一斗）
- 妖逆門（大学生C）
- パンプキン・シザーズ（フランク）
- 無敵看板娘（不良1）
- MAJOR 2nd season（堂本、寺門健一、中学軟式野球の主審）

2007年
- 彩雲国物語（全商連幹部）
- おおきく振りかぶって（西浦生徒）
- Over Drive（不良）
- 怪物王女（教師）
- 風のスティグマ（不良）
- 機神大戦ギガンティック・フォーミュラ（キャスター、羅、他）
- スパイダーライダーズ 〜よみがえる太陽〜（インセクター兵）
- D.Gray-man（村人）
- 天元突破グレンラガン（村人）
- ハヤテのごとく!（他のみなさん）
- BLUE DRAGON（船員、通信士、オペレーター、二代目ホメロン、コナーズ、兵士、参謀、盗賊、村人）
- MAJOR 3rd season（海老原、山本、審判）

2008年
- ゴルゴ13（男）
- BLUE DRAGON（ローゼンクロイツ兵）
- MAJOR 4th season（山本、実況アナ）

### OVA
2007年
- MURDER PRINCESS（ジタノ）

2008年
- 星の海のアムリ（Q9特選隊[1]）

### Webアニメ
2008年
- 亡念のザムド（実験技術者）

### ゲーム
2001年
- Love Songs アイドルがクラスメ〜ト（宝条瞬）

2006年
- イリスのアトリエ グランファンタズム（アッシュ・フォン・アーベンスタイン）

### ドラマCD
- ヴァイスクロイツ Wish A Dream Collection IV FIRST MISSION（ボディーガード）

### CM
- テレビCM 日本コムシス「小虫図鑑」

### デジタルコミック
- レンアイ至上主義（鷹来虎宇）※『少女コミック』2003年7 - 9号 応募者全員サービス、コミック5巻 特別版付録
- GET LOVE!!〜フィールドの王子さま〜（矢吹克巳）※『少女コミック』2004年7号 - 9号 応募者全員サービス